# بارون دیویس
بارون دیویس (انگلیسی: Baron Davis؛ زاده ۱۳ آوریل ۱۹۷۹) یک بازیکن بسکتبال اهل ایالات متحده آمریکا است. از باشگاه‌هایی که در آن بازی کرده‌است می‌توان به نیو اورلینز پلیکانز، و نیویورک نیکس اشاره کرد.